# Matt Busby
Sir Alexander Matthew "Matt" Busby (26. maj 1909 – 20. januar 1994) var en skotsk fodboldspiller og -manager, særligt kendt for at have trænet Manchester United i 1950- og 1960'erne.
Som spiller spillede Busby for Manchester City (1929–1936) og Liverpool (1936–1940) – ironisk nok, eftersom han senere skulle blive manager for disse klubbers ærkefjende – Manchester United. Han fik én landskamp for Skotland.
Som så mange andre spillere i denne periode, blev hans spillerkarriere forkortet kraftigt som en følge af 2. verdenskrig. Under 2. verdenskrig blev han tilbudt en stilling som træner i Liverpool som han accepterede. Men før 2. verdenskrig var færdig og han kunne begynde i jobbet, fik han et jobtilbud fra Manchester United. Liverpool bestemte sig for ikke stå i vejen for Matt Busbys ønske. Hans tid som manager i klubben blev en stor succes, med fem ligamesterskaber (1952, 1956, 1957, 1965 og 1967) og to FA-cup-sejre (1948 og 1963). I 1968 førte Busby klubben til tops i den fineste klubturnering – European Cup – som første engelske klub.
Busby var også involveret i flyulykken i München i 1958, hvor 23 mennesker, deriblandt syv United-spillere, blev dræbt. Busby blev selv hårdt såret i ulykken, og assistentmanager Jimmy Murphy måtte overtage ledelsen af holdet i en periode. Da han kom tilbage, måtte han begynde genopbygningen af holdet efter tragedien. Holdet blev bygget omkring spillere som George Best, Denis Law og Bobby Charlton, som alle vandt Den Gyldne Bold i 60'erne.
Et år efter sejren i European Cup i 1968, pensionerede han sig som manager og blev afløst af Wilf McGuinness. McGuiness blev imidlertid aldrig nogen succes, og Busby kom tilbage som manager i en kort periode i 1970.
Busby regnes i dag fortsat som Uniteds største manager nogensinde, sammen med Sir Alex Ferguson. Han blev i 2004 optaget i Scottish Football Hall of Fame.